# Let's Face the Music and Dance (album)
Let's Face the Music and Dance je studiové album amerického countryového hudebníka Willieho Nelsona, vydané v dubnu roku 2013. Jde o jeho druhé album vydané poté, co podepsal smlouvu s hudebním vydavatelstvím Legacy Recordings. Producentem alba byl, stejně jako v předchozím případě, Buddy Cannon. V žebříčku Billboard 200 se album umístilo na 49. příčce. Svůj název album dostalo podle stejnojmenné písně od Irvinga Berlina

## Seznam skladeb
| Pořadí | Název                              | Délka |
| ------ | ---------------------------------- | ----- |
| 1.     | Let's Face the Music and Dance     | 3:23  |
| 2.     | Is The Better Part Over            | 2:39  |
| 3.     | You'll Never Know                  | 3:32  |
| 4.     | Vous Et Moi                        | 3:23  |
| 5.     | Walkin' My Baby Back Home          | 3:42  |
| 6.     | Matchbox                           | 2:40  |
| 7.     | Twilight Time                      | 4:07  |
| 8.     | I Can't Give You Anything But Love | 3:45  |
| 9.     | I'll Keep on Loving You            | 3:38  |
| 10.    | I Wish I Didn't Love You So        | 4:18  |
| 11.    | South of the Border                | 3:51  |
| 12.    | Nuages                             | 3:37  |
| 13.    | Marie (The Dawn Is Breaking)       | 3:07  |
| 14.    | Shame on You                       | 2:25  |